# Диалект арабов-шихух
Диалект арабов-шиху́х, шиххи́ (араб. لهجة قبيلة الشحوح‎, англ. Shihhi Arabic) — одна из южноаравийских разновидностей арабского языка, распространённая среди арабского племени шихух в ОАЭ (Рас-эль-Хайма) и Омане (полуостров Мусандам).
Арабы-шихух переселились из Йемена (по другим данным: из Ирана) на полуостров Мусандам во II веке нашей эры и впоследствии смешались с белуджами, которые пришли из территорий современного Ирана и Пакистана. Арабы-шихух ведут кочевой образ жизни, занимаются животноводством, натуральным хозяйством и ловлей рыбы. В зависимости от сезона поднимаются в горы или спускаются на равнины. На сегодняшний день множество шихухов работают в ОАЭ. В мире насчитывается 43 600 носителей диалекта шихух, из них 21 600 проживают в ОАЭ (2014) и 22 тыс. в Омане (2000). Большинство арабов-шихух говорят на своём диалекте, но есть среди них группа (кумзариты), представители которой говорят на иранском языке кумзари. На шихухский диалект повлиял персидский язык.